# Refuge Dalmazzi
Le refuge Dalmazzi, ou refuge du Triolet, est un refuge de montagne du versant italien du massif du Mont-Blanc. Il est situé dans le val Ferret en rive gauche du glacier de Triolet, au sud-ouest des monts Rouges de Triolet.
La première construction d'un refuge à cet emplacement remonte à 1892. Le refuge actuel a été construit en 1932, agrandi dans les années 1980, et rénové en 2004.
C'est le point de départ pour l'aiguille de Leschaux, l'aiguille de Talèfre, l'aiguille Savoie l'aiguille de Triolet, et les monts Rouges de Triolet. Il se rejoint en 2 h 30 depuis le hameau d'Arnouvaz à Courmayeur, par un sentier équipé par endroits de câbles.